# جيدايئية
جيدايئية (بالإنجليزية: Jediism)‏ هي حركة دينية لا إلهية أشتقت مبادئها من حركة الجيدي في مسلسل حرب النجوم، بدأت بمجموعة من الناس قالوا أنهم جيديين في سنة 2001. يؤمن أتباع هذه الحركة بمبادئ الجيدية كدين بإتباعها كقيم روحية وأخلاقية وينتهجون طريق أبطال الجيدي المشهورين في المسلسل مع أن الحركة لا تركز على الأساطير الموجودة في المسلسل عن الجيدي. يتبع الجيديون 16 تعليم تحثهم على أن المشاعر السلبية تؤدي بهم إلى الجانب المظلم ويحرصون على أن يكونوا حراس السلام والعدالة.

## الإعتراف
- بدأت حركة الجيدي في الإنترنت بعدما حثت الناس على إتباع الحركة الجيدية عن طريق إرسال الإيميلات في سنة 2001.[2]
- طالب الجيديون حكومة المملكة المتحدة من خلال مرسوم الكراهية الدينية و العرقية بحمايتهم من تهم كونهم عباد شيطان وأنهم يقدمون تضحيات حيوانية، إلا أن الحكومة البريطانية رفضت ذلك وذكرت أن هذه الحركة مزحة وتبحث عن وجود شرعي لها.[3]
- في سنة 2007 قام دانييل جونس بتأسيس كنيسة الجيدي وطالب حكومة المملكة المتحدة بالاعتراف بالجيدية كدين، وذكر أن أعداد الجيديين في بريطانيا أكثر من العلملوجيين.[4]